# Anatole Vanier
Pour les articles homonymes, voir Vanier.
Anatole Vanier, né le 13 mars 1887 à Montréal et décédé le 18 mars 1985, est un avocat, un enseignant et un activiste politique québécois. Il est l'un des fondateurs de la Ligue des droits du français et un ancien président de la Ligue d'action nationale, connue pour son rôle dans la publication de la revue L'Action nationale.
Vanier étudie d'abord au Collège Sainte-Marie et ensuite à l'Université Laval à Montréal, où il obtient une licence en droit. En 1911, il est admis au Barreau de la province de Québec, et exerce la profession d'avocat à Montréal. Il est aussi chargé de cours, puis professeur agrégé à la Faculté des sciences sociales de l'Université de Montréal, de 1940 à 1951. En plus de ses activités professionnelles, Vanier s'implique dans plusieurs associations. En 1911, il est élu président de l'Association catholique de la jeunesse canadienne-française de Montréal. Le 11 mars 1913, il participe à la réunion de fondation de la Ligue des droits du français. Il y occupe, de 1920 à 1928, le poste de secrétaire général, et y demeure actif jusqu'en 1959. Il est aussi secrétaire de la Ligue d'action canadienne-française de 1932 à 1933, et président de son successeur la Ligue d'action nationale, de 1941 à 1954. Parmi les autres organisations au sein desquelles il milite, on compte la Société Saint-Jean-Baptiste de Montréal.